# 수동 캐슬링
수동 캐슬링(Artificial Castling) 또는 아티피셜 캐슬링은 인공적인 캐슬링이라는 의미로 캐슬링의 조건을 잃은 킹이 스스로 움직여 캐슬링의 형태를 취하는 것을 의미한다.
1. e4 ...e5 2. Nf3 ...Nc6 3. Bc4 ...Nf6 4. Nc3 ...Nxe4 5. Bxf7+?! ...Kxf7 6. Nxe4 Be7
7. 0-0 ...Rf8 8. d4 ...exd4 9. Nxd4 ...Kg8